# 후세야 쇼
후세야 쇼(일본어: 布施谷 翔, 2000년 9월 21일~)는 일본의 축구 선수이다.

## 구단 경력
그는 2023년 J2리그의 FC 마치다 젤비아에 입단했다. 2023년 J2리그 우승으로 J1리그로 승격했다. 2024년 J3리그의 카탈레 도야마로 이적했다. 2024년 J3리그 3위를 기록하여 J2리그로 승격했다.